# Soif
Pour le film de Tawfik Abu Wael, voir Soif (film, 2004).

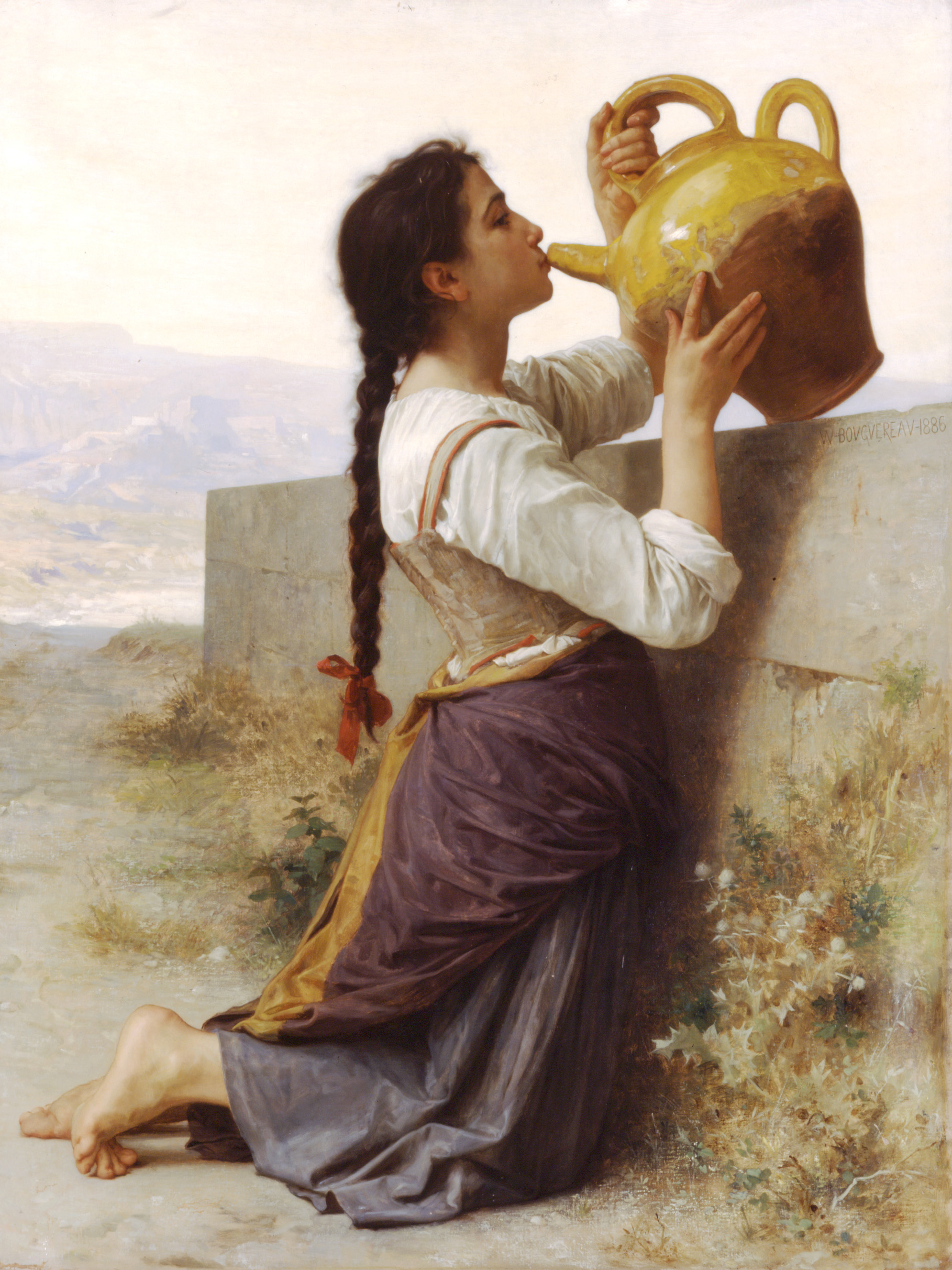
La Soif, peinture bucolique de William Bouguereau, XIXe siècle.

La soif est la sensation du besoin de boire et caractérise un manque d'eau dans l'organisme. La soif est un mécanisme de régulation neuroendocrinienne (sous contrôle de l'hypothalamus) qui intervient dans le comportement de boisson en « alarmant » l'organisme afin qu'il réponde à la nécessité de s'abreuver.
La soif est liée au processus d'osmorégulation et traduit, avec la faim et le sommeil, le besoin de satisfaire l'un des principaux besoins vitaux de la plupart des êtres vivants.
La consommation d’eau est physiologiquement régulée par la sensation de soif qui apparaît lorsque l’organisme a déjà perdu de son stock hydrique (75 % du poids corporel chez le nourrisson, 50 % chez les personnes âgées) : 
- Chez l’enfant la sensation de soif apparaît lorsqu’il a déjà perdu 3 % de son stock hydrique
- Chez l’adulte la sensation de soif apparaît lorsqu’il a perdu de 3 à 5 % de son stock hydrique
- Chez la personne âgée de plus de 70 ans la sensation de soif apparaît alors qu’elle a déjà perdu 5 à 7 % de son stock hydrique[1].

La sensation de soif se déclenche très tôt, bien avant que l'osmolalité n'augmente au dela des limites normales : c'est un système protecteur. Il est donc inutile de prévenir la soif donc de boire avant d'avoir soif car les risques sont l'hyperhydratation qui mène à l'hyponatrémie et à l'extrême, au décès par intoxication à l'eau. Cependant, chez les personnes âgées, au vu de leur déclenchement de la soif avec des seuils plus élevés, il est recommandé de boire un peu d'eau régulièrement dans la journée, surtout en période de canicule.

## Pathologies de la soif
Chez l'Homme et l'animal, certaines maladies provoquent une atténuation ou un retard de la sensation de soif, voire une véritable phobie de l'eau (la rage par exemple)
Inversement, d'autres maladies augmentent la sensation de soif (certaines fièvres) ou encouragent le malade à boire exagérément. Ainsi, il existe une maladie supposée être une maladie mentale liée à la soif : la potomanie. Le malade peut boire jusqu'à 10 litres d'eau par jour et cela a une répercussion néfaste sur ses reins qui ne filtrent plus correctement.
Des constats fait chez l'homme lors de certaines maladies (diabète insipide), ou après un traumatisme ou une opération chirurgicale, comme des études sur le modèle animal montrent que certaines lésions cérébrales peuvent modifier la sensation de soif,.
Un cercle vicieux peut aussi s'établir chez des personnes buvant des quantités importantes de boissons diurétiques (plus elles boivent, plus elles urinent et plus le sentiment de soif est entretenu. Ce phénomène pourrait participer à certaines formes d'alcoolisme (acquises via la consommation de bière qui est diurétique et alors que l'alcool peut perturber la production de l'hormone antidiurétique,).

## Mécanisme
La soif intervient dans le maintien de la balance hydrique.

Elle régule les entrées d'eau dans l'organisme, exerçant une action complémentaire à celle de l'hormone antidiurétique (ADH) qui régit les sorties d'eau.
Les mécanismes qui régissent la soif ne sont pas parfaitement connus. La perte d'eau se manifeste par deux phénomènes, l'un au niveau intracellulaire (2/3 du stock hydrique), l'autre au niveau extracellulaire (1/3 du stock hydrique) : la pression osmotique au sein des cellules augmente, tandis que l'hypovolémie, c'est-à-dire la dimininution du volume sanguin, provoque une baisse de la tension artérielle.
Les mécanismes en jeu (mais non leur sensibilité et l'importance des réponses) semblent assez proches chez les mammifères et les oiseaux selon une expérience faite sur des pigeons. Ces derniers soumis à des stimuli connus pour induire la soif chez les mammifères présentent des effets assez comparables pour l'injection à des oiseaux préalablement rassasiés d'une solution (en intraveineuse) d'une solution hypertonique de NaCl, ou pour l'injection intrapéritonéale d'un adultérant tel que le polyéthylène glycol hyperoncotique (avec un effet rapide, dose-dépendant et plus important chez l'oiseau que chez le rat), ou pour une perfusion sous-cutanée d'angiotensinamide ou d'isoprénaline ou encore d'extrait de rein de poulet alors que la rénine de porc n'a que peu d'effets sur la soif de l'oiseau. Dans cette expérience, la libre consommation d'eau de l'oiseau après intraveineuse de solution hypertonique de NaCl a égalé le volume nécessaire à la dilution de l'isotonie. La sensibilité du pigeon à l'isoprénaline et de l'angiotensinamide est moindre ou égale à celle des rats, mais en réponse les pigeons boivent  beaucoup plus que les rats. Les effets de deux de ces stimuli s'additionnent pour le NaCl et le polyéthylène glycol hyperoncotique. Une petite perte de sang (5 ml de sang par kg de poids corporel) induit chez le pigeon le réflexe de boire, mais environ 4 h plus tard, alors qu'une grosse perte de sang est sans effet sur ce réflexe.

### Détection au niveau intracellulaire
Lorsque le volume d'eau à l'intérieur des cellules diminue, la concentration en solutés, tels que les ions sodium ou chlorure, augmente et provoque ainsi une hyperosmolarité. Cette dernière est détectée par des osmorécepteurs situés dans l'organe vasculaire de la lame terminale (OVLT) et l'organe subfornical (SFO), qui se trouvent tous deux parmi les organes circumventriculaires, partie de l'hypothalamus en dehors de la barrière hémato-encéphalique.

### Détection au niveau extracellulaire
Les centres nerveux reçoivent des informations grâce aux récepteurs volémiques qui sont sensibles aux changements de volume sanguin, ils servent à stimuler la sensation de la soif.
Les récepteurs au niveau du cœur stimulent la production d'urine et inhibent la soif.
Les récepteurs près des reins vont stimuler la production de rénine si la concentration en chlore et sodium diminue, ce qui augmente la sensation de soif.

### Signaux déclencheurs
Ils sont nombreux :
- ADH ou AVP qui est l'hormone anti-diurétique sécrétée par la post-hypophyse;
- Angiotensine 2 qui a également un rôle hypertenseur et anti-diurétique ;
- Hormones digestives (ghréline, GLP1, ...) sécrétées au moment du repas, pour prévenir la hausse d'osmolalité ;
- Relaxine sécrétée par la femme enceinte qui doit augmenter ses apports hydriques
- Récepteurs ENaC au sel au moment des repas, pour prévenir la hausse d'osmolalité ;

On connait une seule hormone inhibitrice de la soif : le facteur atrial natriurétique FAN ou ANP.

## Autres significations
Par analogie, le terme soif est employé dans des expressions comme « avoir soif de connaissance ». La religion parle par exemple de « soif de Dieu », « soif de l'Esprit-Saint », « soif de vie » et « soif d'espérance ».
Dans le bouddhisme, la « soif », ou « avidité », correspond au mot sanskrit tṛṣṇā.